# Karl von Graffen
Karl von Graffen (Plön, 6 giugno 1893 – Grödersby, 1º novembre 1964) è stato un generale tedesco.

## Biografia
Karl Graff apparteneva all'antica e nobile famiglia dei conti di Graffen e intraprese per tradizione la carriera militare divenendo cadetto il 3 aprile 1911 e poi alfiere del 60º reggimento di artiglieria da campo "Granduca di Meclemburgo-Schwerin". Dopo aver frequentato la scuola militare di Neiße il 18 agosto 1912 venne promosso Luogotenente. Dal 1º maggio 1914 Graffen passò al 45º reggimento di artiglieria da campo "Lauenburg" col quale prese parte alla prima guerra mondiale.
Il 29 dicembre 1914 passò al 65º reggimento di riserva di artiglieria da campo ed il 18 maggio 1915 divenne vice comandante di una batteria del medesimo reggimento. Dal 3 dicembre 1917 al 23 gennaio 1918 frequentò il corso di tiro a segno presso la scuola militare di Sonthofen venendo promosso Tenente.
Dopo la guerra, il 6 febbraio 1919 ottenne la promozione di assegnazione al suo primo reggimento entrando poi nel 1º reggimento di artiglieria e poi dal 27 aprile 1920 nel 2º reggimento sempre di artiglieria. Per breve tempo, dal 1º luglio al 30 settembre 1924 fu capo del 4º reggimento di fanteria. Il 1º febbraio 1926 venne promosso Capitano e come previsto il 1º dicembre di quell'anno divenne ufficiale dei servizi segreti abbinati al 2º reggimento di artiglieria. Installato il 1º ottobre 1929 alla 6ª batteria del reggimento, venne nominato capo dell'unità un mese dopo. Il 1º ottobre 1931 venne posto al comando della 10ª batteria a Jüterbog. Il 1º aprile 1934 venne promosso Maggiore e il 1º ottobre di quello stesso anno venne nominato comandante della 4ª divisione del reggimento di artiglieria Schwerin. Graffen ritornò il 15 ottobre 1935 a Jüterbog e dal 6 ottobre dell'anno successivo divenne responsabile della locale scuola di artiglieria. In questa veste, il 1º gennaio 1937 venne promosso Tenente Colonnello.
Divenuto Colonnello, Graffen con l'inizio della seconda guerra mondiale venne impiegato dal 1º ottobre 1939 nell'alto comando dell'esercito tedesco. Il 24 febbraio 1941 fu per un breve periodo ufficiale di riserva e dall'8 marzo di quello stesso anno divenne comandante del 129º reggimento di artiglieria. Dal 28 novembre 1941 fu comandante della 18ª divisione di fanteria, passò alla 58ª divisione dal 27 marzo 1942 lasciando l'incarico il successivo 14 aprile dopo aver ottenuto la promozione al grado di Maggiore Generale. Con questo grado, il 1º gennaio 1943 ottenne la promozione a Tenente Generale e gli venne affidato il comando del 316º reggimento di fanteria ricoprendo incarichi di rilievo presso il comando superiore di artiglieria ed ottenendo anche la guida del LXXVI Panzerkorps col quale gli venne commissionato di regolare le condizioni di resa con gli Stati Uniti. 

Il 2 maggio, in località la Stanga (Sedico), firmò la resa  ai soldati USA. Il 18 maggio venne imprigionato dagli alleati a Rimini e fu liberato il 3 marzo 1948.